# Дрентельн, Александр Романович
Александр Романович Дрентельн (7 [19] марта 1820, Киев — 15 [27] июля 1888) — русский военный и государственный деятель, генерал-адъютант (6 июля 1867), генерал от инфантерии (16 апреля 1878), шеф Отдельного корпуса жандармов и главный начальник Третьего отделения Собственной Е.И.В. канцелярии в 1878—1880 годах, генерал-губернатор Юго-Западного края в 1881—1888 годах.

## Биография
Его отец был командиром Одесского пехотного полка. Мать — Варвара Александровна, урождённая Еропкина, скончалась, когда Александр был ребёнком. Отец оставил службу из-за потери зрения и ненадолго пережил её. Оставшись сиротой в семь лет Дрентельн был отдан в малолетнее отделение Александринского сиротского кадетского корпуса в Царском Селе, откуда переведен в 1-й кадетский корпус. 16 марта 1838 года из унтер-офицеров произведён в прапорщики Лейб-гвардии Финляндского полка.
Здесь Дрентельн изучал военное дело. В 1845 году в чине штабс-капитана он был утверждён в должности командира той же 2-й карабинерной роты, в которой начал службу, и с которой, уже капитаном, участвовал в Венгерском походе 1849 года. В марте 1850 года он был назначен исполняющим дела младшего штаб-офицера в Лейб-гвардии Гренадерский полк, куда, с производством в полковники, был переведён в августе того же года; но здесь прослужил он недолго, так как в марте следующего же года был снова переведён в Лейб-гвардии Финляндский полк. В декабре 1853 года он был утверждён командиром 2-го батальона в полку, а в мае 1854 года назначен командующим запасной бригадой 12-й пехотной дивизии, которая в то время была расположена в Очакове и по берегу Чёрного моря.
11 ноября 1855 года он был назначен командиром гренадерского эрц-герцога Франца-Карла полка. Этим полком Дрентельн командовал менее трёх лет, но и за такой сравнительно короткий промежуток времени он успел заслужить хорошую репутацию. Полк стоял в Новгородской губернии, а в 1856 году был переведён в Москву для присутствия на коронации императора Александра II; затем через год перешёл в г. Мологу Ярославской губернии, а потом и в Москву. На смотрах и манёврах он не раз представлял полк Государю, который неоднократно выражал ему своё благоволение.
Наследник цесаревич Александр Николаевич, с 1842 по 1844 год командовавший 2-ю гвардейской пехотной дивизией, в которой состоял Лейб-гвардии Финляндский полк, командовал затем гвардейской пехотой и был главнокомандующим гвардейским и гренадерским корпусами. Знал Дрентельна с первых лет его службы, как своего бывшего подчинённого.
В преобразовательную эпоху начала царствования Александра II, когда умственное брожение проникало во все слои русского общества, во главе гвардейских полков — представителей нашей армии, должны были находиться командиры с особенно твёрдым характером, преданные долгу службы, умеющие управлять своими подчинёнными. 24 апреля 1859 года издан приказ о назначении Дрентельна командующим Лейб-гвардии Измайловским полком; 8 сентября того же года, за отличие по службе он был произведён в генерал-майоры, с утверждением в должности командира полка. Назначение полковника командиром гвардейского полка в то время было первым случаем, наглядно доказавшим особое доверие Государя к Дрентельну, которому в то время едва минуло 39 лет. Твёрдая рука его пришлась по душе не всем его офицерам, из коих некоторые решили даже оставить полк. Полк был сдан его преемнику в хорошем состоянии. В 1862 году генерал-майор Дрентельн был назначен командующим 1-й гвардейской пехотной дивизией и награждён мундиром Лейб-гвардии Измайловского полка.
Служебная опытность Дрентельна, его близкое знакомство с устройством и бытом войск и административные способности обратили на себя внимание лиц, стоявших во главе военного министерства, в котором намечался в это время целый ряд весьма важных реформ, вызванных горьким опытом Крымской войны. К обсуждению этих реформ Дрентельн привлекался весьма часто. Так, ещё командуя Измайловским полком, он подавал мнение о проекте Положения о неспособных нижних воинских чинах, о проекте конструкции полковых обозов, о проекте Положения о военно-окружных управлениях, об основаниях для новой организации войск, о мерах, предложенных для определения довольствия армейских войск, о новом проекте Правил для хозяйственных комитетов в войсках гвардии и пр. Крепкое здоровье Дрентельна и сравнительно молодые годы давали ему возможность справляться с той обильной военно-административной работой, которая выпала на его долю в начале 1860-х годов.
Польское восстание неожиданно отвлекло его совсем в другую сторону: первая гвардейская пехотная дивизия была отправлена в Виленский военный округ, и генерал Дрентельн находился здесь с 28 июня по 2 октября 1863 года в должности командующего войсками расположенными в Виленской губернии и участвовавшими в подавлении польского мятежа в северо-западном крае. Служба Дрентельна в северо-западном крае и на столь ответственном посту была хорошей школой, правда, непродолжительной, но полезной и для последующего времени. Начальник края, М. Н. Муравьёв, близко узнал и оценил его настолько, что когда гвардия осенью возвращалась в Петербург, Муравьёв предложил Дрентельну остаться его помощником, но последний, несмотря на всю заманчивость такого предложения, отказался от него, вполне довольствуясь своим служебным положением, и с дивизией возвратился в Петербург. За свою деятельность в северо-западном крае Дрентельн был удостоен ордена св. Станислава 1-й степени.
В Петербурге, помимо командования дивизией, он продолжал свои труды по проведению реформ в армии. Состоя сначала членом специального (впоследствии — главного) Комитета по устройству и образованию войск, председателем которого был великий князь Николай Николаевич Старший, Дрентельн, по ходатайству великого князя, был назначен в ноябре 1864 года вице-председателем этого комитета. 30 августа этого же года он был назначен в свиту Его Величества, а через год, 30 августа 1865 года, — произведён в генерал-лейтенанты, с утверждением в должности начальника дивизии. Председатель и члены комитета (в декабре 1864 года) удостоились всемилостивейшего удовольствия Государя «за существенную пользу, приносимую неутомимой деятельностью комитета, который, в течение двухлетнего своего существования, вполне оправдал цель своего назначения». В 1866 году военный министр генерал-адъютант Милютин просил Дрентельна всесторонне обсудить вопрос о продовольствии армии провиантом, приварком и фуражом, прежде рассмотрения этого вопроса в Особом комитете; в 1867 году, назначенный помощником Его Императорского Высочества, председателя главного комитета по устройству и образованию войск. Дрентельн получил монаршее благоволение за участие в работах по преобразованию военного суда и составлению военно-судебного устава издания 1867 года, затем состоял председателем комитета по составлению положения о школах солдатских детей и принимал участие в комиссии, обсуждавшей вопрос о служебных правах и преимуществах нижних чинов общего срока и о сословных правах воспитанников училищ военного ведомства и военных начальных школ. 6 июля 1867 года Государь удостоил Дрентельна звания генерал-адъютанта, а затем монаршей благодарностью за отчёт об осмотре молодых солдат, поступивших на укомплектование 1-й и 2-й гвардейских пехотных дивизий. В 1868 году Дрентельн был председателем Особой комиссии, при Главном штабе, по организации местного хлебопечения и прессовки фуража, а затем, по высочайшему повелению, принимал участие в совещаниях особой комиссии, образованной, под председательством великого князя Николая Николаевича Старшего, для обсуждения некоторых вопросов о переделке наших 6-линейных винтовок в скорострельные. Продолжая до 1872 года свою строевую службу и военно-административную деятельность он получил за это время: ордена св. Анны 1-й степени с императорской короной (1868 г.), св. Владимира 2-й степени и Белого Орла (1871 г.).
В течение около двух лет службы этого периода, по желанию государя, Дрентельн практически занимался военным делом с наследником цесаревичем Александром Александровичем и великим князем Владимиром Александровичем. Некоторое время он командовал дивизией совместно с цесаревичем, который при этом носил звание начальника дивизии, а Дрентельн — командующего ею. В 1869 году, по высочайшему повелению, он был командирован в Пруссию для присутствия на манёврах и получил орден Красного Орла 1-й степени.
26 апреля 1872 года генерал-адъютант Дрентельн назначен был на пост командующего войсками Киевского военного округа. Однако и в должности командующего войсками ему приходилось принимать участие в дальнейших работах петербургских комиссий: об организации войск и о воинской повинности. За труды в этих комиссиях Дрентельн был в 1873 году удостоен Высочайшей благодарности и ордена св. Александра Невского.
Не имея в своём прошлом боевого опыта, Дрентельн совершенно правильно воспитывал и обучал свои войска в смысле боевых требований и высказывал немало убеждений, правильность которых подтвердила Русско-турецкая война 1877—1878 гг.; сюда следует отнести, например, его мнение об офицерских тактических занятиях. Высказывая более широкие взгляды на современное ему положение, он совершенно верно замечал (в октябре 1876 г.), что война с Турцией неизбежна, хотя дипломатия и не подготовила нам решение вопроса и все дела наши в руках Бисмарка. Точно предчувствуя будущую задержку с Плевной он говорил: «лучше если бы война началась прямо в тех размерах, какие она может принять, когда мы зарвёмся в Турции».
Осенью 1876 года, в числе других войск, были мобилизованы и войска Киевского округа, которым затем пришлось двинуться к границе. Несмотря на неблагоприятное время года, мобилизация и сосредоточение войск на указанных местах были совершены вполне успешно, дополнительная мобилизация в апреле 1877 года исполнена с таким же успехом; войска округа представились Государю тогда же в отличном состоянии и вполне готовыми к военным действиям, за что генерал Дрентельн получил Высочайшую благодарность. Со штабом своим он оставался в Киеве, приняв на себя заботу о приведении в боевую готовность войск, стягивавшихся сюда из других округов и окончательно подготавливавшихся здесь к выступлению на театр военных действий. В то время русские войска уже одерживали над неприятелем победы, блестящий ряд коих был внезапно прерван 2-й Плевной. Без солидной организации тыла дальнейшее движение вперед было немыслимо. Остановившись на необходимости разрешить этот серьёзный и неотложный вопрос, главнокомандующий решил обратиться к генерал-адъютанту Дрентельну. 12 августа 1877 года Дрентельн назначен был начальником военных сообщений действующей армии, а 12 октября и командующим войсками действующей армии; за ним сохранена была и прежняя его должность, а временное командование войсками Киевского военного округа поручено было генерал-адъютанту Корсакову.
19 августа 1877 года Дрентельн был уже в действующей армии. Здесь ожидала его сложная и горячая работа. Только 11 октября 1877 года Высочайше утверждены были «Проект временного положения об управлении военными сообщениями действующей армии и войсками, в тылу её находящимися» и «Временный штат» этого управления; до того же Дрентельну приходилось вполне самостоятельно и на собственную ответственность разрешать множество самых разнообразных и сложных вопросов, которые, впрочем, с развитием наших военных действий, становились ещё значительнее и сложнее. Пути сообщения необходимо было исправить прежде всего: железные дороги, находясь в руках не слишком дружелюбной к нам Румынии, были найдены в большом беспорядке, малопригодными для эксплуатации русскими войсками, и перевозка военных грузов оказалась в хаотическом беспорядке. Переправы через Дунай, за которым в это время находилась главная часть нашей армии, также требовали солидного устройства для беспрепятственной доставки в армию всякого рода припасов и транспортирования оттуда раненных. Последние были предметом особой заботливости со стороны управления тыла армии и, вместе с пленными, составляли тысячи людей, которых нужно было обеспечить всем необходимым в их положении, направить по назначению, вести им учёт и прочее. Санитарные меры, вовремя принятые, ввиду значительного падежа рабочего скота, явились весьма кстати, так как к весне 1878 года число больных в армии достигло огромной цифры (40 тысяч), которая возросла бы ещё больше при отсутствии этих мер. Дрентельн лично осматривал и проверял свои войска и учреждения, посещал лазареты, госпитали, этапные пункты, вникал в суть каждого дела, прочитывал доклады, поощрял усердных и добросовестных подчинённых, строжайше взыскивал с виновных. По словам одного из его ближайших сотрудников, благоразумие и честность Дрентельна оберегли много казённых рублей, не разорили и частных людей, интересы которых так часто сталкивались с интересами казны. Такт и твёрдая рука его ставили всё в возможно лучшее положение, что часто затруднялось недоброжелательным элементом румынских властей. Однако, несмотря на решительные действия и даже столкновения с одним из представителей румынского правительства (министром иностранных дел Когальничано), Дрентельн сумел заслужить полное уважение со стороны местных властей, румынского населения и принца Карла, наградившего его высшим румынским орденом и относившегося с полным вниманием не только к нему, но и ко всем чинам его штаба. Когда же в сентябре 1878 года Дрентельн покидал Румынию, чтобы возвратиться в Россию, то по пути народ встречал и провожал его с почестями. Местная печать также весьма сочувственно отнеслась к нему, отметив его постоянную заботу о сохранении доброго согласия между двумя народами, прекрасную дисциплину войск тыла армии, бдительный надзор их начальника и пр.
16 апреля 1878 года за отличие по службе Дрентельн был произведён в генералы от инфантерии, но не одно это было наградой ему за усиленные труды, продолжавшиеся непрестанно и после заключения мира вплоть до конца сентября 1878 года. Другой наградой и глубоким нравственным удовлетворением для Дрентельна была оценка его деятельности великим князем главнокомандующим, который впоследствии, в день 50-летия службы генерал-адъютанта Дрентельна, телеграфировал ему следующее: «Сердечно поздравляю вас, любезный Александр Романович, с 50-летним юбилеем вашей офицерской службы. С радостью и большой благодарностью вспоминаю то старое хорошее время, когда мы вместе служили, и боевое время, в котором во время командования вашего тылом Моей армии Я мог, благодаря вам, спокойно вести наши славные войска через Балканы к Царьграду. Да хранит вас Господь ещё на долгие лета на пользу нашей матушки России. Обнимаю крепко. Николай». Значение Дрентельна для успеха в Турецкой войне видно из приведённых слов великого князя, который всегда помнил эту государственную заслугу своего старого сослуживца, оказавшего ему и личную услугу в решительный момент минувшей кампании.
Война кончилась. 1878 год, отмеченный заключением Сан-Стефанского мира после побед русских войск, во внутренней жизни России ознаменовался целым рядом политических убийств и покушений, 8 августа 1878 года в Зимнем дворце, под председательством Государя, состоялось заседание совета министров, обсуждавшего чрезвычайные меры для подавления революционного движения, вскоре после чего Его Величество отбыл в Крым через Одессу, куда из Бухареста телеграммой был вызван Дрентельн. Ласково встретив его, Государь напомнил ему о смутном и тяжёлом времени, переживаемом Россией, и просил его принять должность шефа жандармов и главного начальника Третьего отделения. Дрентельн, с обычной ему скромностью, ответил, что боится не оправдать высокого к нему доверия Государя, так как никогда не готовился к такого рода деятельности. — «Давно тебя знаю, — возразил Государь, — и уверен, что ты с этим делом справишься. Вспомни, в какой хорошей школе ты был у графа Муравьёва, который тебя ценил и любил». При выражении своей державной воли Государь говорил с такой задушевной добротой и сердечностью, что глубоко растроганному Дрентельну ничего более не оставалось, как принять тяжёлое наследство генерал-адъютанта Мезенцова. Когда Государь приехал на пристань, к этому времени здесь собрались власти и дамы общества, в числе которых находились супруга Дрентельна, Мария Александровна, и её матушка, вдова генерала от инфантерии Е. А. Вяткина. Государь прямо подошёл к ним, поцеловал руку Елизавете Алексеевне и, подав руку Марии Александровне, сказал им несколько ласковых слов. Из Одессы Дрентельн должен был возвратиться в Бухарест, чтобы подготовить сдачу тылового управления армии. 15 сентября 1878 года состоялся Высочайший приказ о назначении его шефом жандармов, а 23 сентября он отдал свой последний приказ, которым поблагодарил всех своих сослуживцев «от генерала до последнего рядового» за их ревностную службу, преисполненную «трудов и забот, нередко самоотвержения, а для многих — чувствительных потерь».

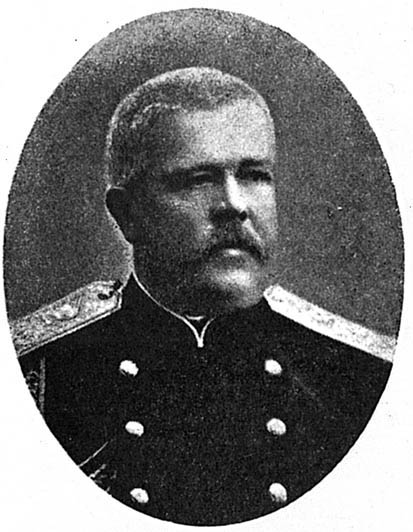
Генерал-адъютант Александр Романович Дрентельн.

13 октября 1878 года он прибыл в Санкт-Петербург и вступил в исполнение едва ли не труднейшей в то время должности. По званию шефа жандармов, 22 октября 1878 г. ему Высочайше повелено было присутствовать в Государственном совете и в Особом присутствии по воинской повинности; кроме того, около этого же времени Высочайшим указом он был назначен членом Кавказского комитета, а затем и членом комитета по делам Царства Польского. Благодаря излишней мягкости его предшественника, шефа жандармов генерал-адъютанта Потапова, крамола пустила слишком глубокие корни, и несколько месяцев даже самой энергичной работы Дрентельна и его сотрудников, конечно, не могли исправить дела. В феврале 1879 г. был убит князь Кропоткин, вскоре за тем — полицейский агент Рейнштейн в Москве, и, наконец, 13 марта 1879 года жертвой злоумышленников едва не пал сам Александр Романович. Он ехал в карете в Комитет министров и, проезжая вдоль Лебяжьего канала, вдруг заметил, что какой-то всадник едет рядом с каретой, то обгоняя её, то отставая. Раздался выстрел в окно, за ним другой — шеф жандармов приказал кучеру гнать лошадей вдогонку за мчавшимся к набережной всадником, который затем быстро повернул направо. Крича «держи! держи!» неизвестный поскакал затем по Гагаринской и Шпалерной, затем быстро остановился, бросил городовому лошадь и исчез в воротах. Карета не могла его догнать — и он скрылся. Однако затем он был пойман и оказался поляком Л. Ф. Мирским, который, по настоянию же Дрентельна, был из крепости освобождён на поруки присяжному поверенному Е. И. Утину. Дрентельн не был ранен, обе пули пролетели мимо, и одна из них потом была найдена между стеклом и стенкой каретной дверцы, внутри. Государь, члены Царской фамилии и масса лиц, знавших Дрентельна, выразили ему своё сочувствие и радость по поводу счастливого избавления от смерти.
Покушение на жизнь императора Александра II 2 апреля 1879 г. снова всполошило всё русское общество и в особенности высшие правящие сферы. Помимо временного генерал-губернатора, было учреждено из министров Особое Совещание, в составе которого был и шеф жандармов; здесь были выработаны для борьбы с крамолой особые меры, из которых, впрочем, весьма немногие были осуществлены своевременно. Что касается лично Дрентельна, то, насколько позволяли обстоятельства того времени, он постепенно вникал в своё дело и охватывал его. Сторонник разумно-строгих мер, неизбежных в те тяжёлые годы, он искал и способов нравственно влиять на общество; с этой целью он задумывал учредить новый орган правительственной печати, искал в журналистике для этой цели дельных людей, но это начинание ему не удалось осуществить. 19 ноября 1879 года покушение на жизнь императора на Московско-Курской железной дороге было новой вспышкой преступной деятельности крамольников. Виновники этого покушения не были обнаружены, но в конце ноября в Петербурге были задержаны несколько злоумышленников, у одного из которых найден был план Зимнего дворца, на котором царская столовая была отмечена крестом. Чуя недоброе, шеф жандармов счёл необходимым тщательно осмотреть весь дворец, но Государь не пожелал этого, сказав: «Всё вздор! Уверен, что всё в порядке». Взрыв 5 февраля 1880 г. показал, как жестоко ошибся император.
Это последнее событие явилось причиной учреждения Верховной распорядительной комиссии, во главе которой стал граф Лорис-Меликов, который, преследуя объединение власти разных министерств, сумел, по делам внутренней политики, сосредоточить её в своих руках. Он же настаивал на необходимости упразднить Третье Отделение и проект о том представил Государю. Дрентельн не вступал в борьбу с графом. Не желая нарушать стройное действие новой машины, как он выражался, он просил увольнения от должности, полагая, что это будет самым простым и единственным средством устранить все затруднения. «Думаю, что я поступил правильно и честно, — писал он Г. Г. Яковлеву. — Надеюсь, что это видит Государь и что поведение моё в этом деле будет одобрено всеми честными людьми».
28 февраля 1880 г. Высочайшим приказом, по прошению, Дрентельн всемилостивейше был уволен от должности, с оставлением в звании генерал-адъютанта, а 18 мая того же года — назначен временным Одесским генерал-губернатором и командующим войсками Одесского военного округа. Впрочем, на этом посту он пробыл недолго, так как 13 января 1881 г. был назначен Киевским, Подольским и Волынским генерал-губернатором и командующим войсками Киевского военного округа. Последнее назначение было ему очень по душе, так как он возвращался в край, жизнь и служба в котором оставили в нём самые отрадные воспоминания. В этот период командования войсками ему пришлось дважды принимать участие в трудах особых комиссий: в 1881 г. — для обсуждения вопросов об улучшении устройства военного управления и весной 1888 г. — об устройстве полевого управления. Вторичное командование войсками Киевского округа было для Дрентельна сравнительно спокойным периодом службы, особенно после года в тылу действующей армии и почти полтора года на посту шефа жандармов, когда он жил нервной работой и не только ежедневно, но иногда по несколько раз в день являлся с докладом к Государю. Крамольники понемногу затихали, и в Киеве лишь глухими отголосками в 1881—1882 гг. отзывались недавние ужасные события, пережитые Россией. «В Киеве волнение притихло, — писал Дрентельн в мае 1881 г., — но весь край в напряжённом состоянии, и я получаю ежедневно десятки телеграмм из всех местечек (имя им легион!) юго-западного края от евреев, взывающих о спасении и просящих о присылке войска. Если бы я имел в своём распоряжении 200 000, и тех не хватило бы для удовлетворения всех просьб. В газетах много врут об этих беспорядках; говорят о каких-то руководителях, о прибывших из Москвы рабочих и тому подобное. Всё это вздор или вещь второстепенная. Главная причина — ненависть к евреям». Одновременно появились и печатные воззвания революционного комитета. В обширной записке (февраль 1882 г.), посвящённой вопросу о борьбе правительства с еврейством, Дрентельн предлагал отменить права, предоставленные евреям-ремесленникам, упразднить еврейские благотворительные учреждения, запретить евреям проживать в сёлах и деревнях (также в Киеве) и прочее. Эта записка поступила в Комитет об евреях (под председательством Готовцева), где нашла благоприятную почву. В 1882 г. Дрентельн получил алмазные знаки к ордену св. Александра Невского.
На торжества коронации императора Александра III Дрентельн был приглашён в Москву и в этот день получил орден св. Владимира 1-й степени. Прошло ещё пять лет — и 16 марта 1888 г. Дрентельн отпраздновал 50-летний юбилей своей службы в офицерских чинах. Государь пожаловал ему орден св. Андрея Первозванного.

После войны, вместо убитого Мезенцева, Дрентельн был назначен шефом жандармов, а когда явилась «диктатура сердца» Лорис-Меликова и Третье отделение было соединено с министерством Внутренних дел, то Дрентельна назначили командующим войсками в Одессе, а из Одессы он был переведён генерал-губернатором и командующим войсками в Киев, как раз за насколько месяцев до моего туда приезда.<…>

Дрентельн, хотя и не был боевым генералом, но в мирное время был очень хорошим, знающим своё дело генералом и держал Киевский военный округ в блестящем порядке.— Витте С. Ю. 1849—1894: Детство. Царствования Александра II и Александра III, глава 9 // Воспоминания. — М.: Соцэкгиз, 1960. — Т. 1. — С. 136. — 75 000 экз.
15 июля 1888 года, великий день 900-летия крещения Руси — был роковым, последним днём жизни Дрентельна. Съезд в Киеве был громадный. Открытие памятника Богдану Хмельницкому 11 июля 1888 года, приёмы депутаций, официальные визиты и другие выезды утомили Дрентельна. На параде войск Дрентельна постиг удар, и он мёртвый упал с лошади.
Сожаление о смерти Дрентельна со всех сторон было выражено семье его. Государь в тот же день прислал его супруге телеграмму: «С великим прискорбием узнал я о внезапной смерти Александра Романовича, которого горячо любил и уважал. Потеря для вас и для нас незаменимая, лишившая меня одного из самых честнейших и благороднейших слуг Отечества. Да поможет вам Господь перенести эту страшную потерю с христианским смирением и утешением». На месте кончины генерала был установлен памятный знак.

## Военные чины
- Прапорщик (16.03.1838)
- Подпоручик (01.06.1839)
- Поручик (06.12.1841)
- Штабс-капитан (15.04.1845)
- Капитан (23.03.1847)
- Полковник (28.03.1850)
- Генерал-майор (08.09.1859)
- Генерал-лейтенант (30.08.1865)
- Генерал-адъютант (06.07.1867)
- Генерал от инфантерии (16.04.1878)

## Награды
- Орден Святой Анны 3-й степени (06.12.1849)[1]
- Орден Святого Станислава 2-й степени (07.07.1857)
- Императорская корона к ордену Святого Станислава 2-й степени (15.01.1858)
- Орден Святого Владимира 3-й степени (30.08.1861)
- Орден Святого Станислава 1-й степени (30.08.1863)
- Орден Святой Анны 1-й степени с императорской короной (30.08.1868)
- Орден Святого Владимира 2-й степени (30.08.1869)
- Орден Белого орла (30.08.1871)
- Орден Святого Александра Невского (13.05.1873)
- Бриллиантовые знаки к ордену Святого Александра Невского (30.08.1882)
- Орден Святого Владимира 1-й степени (15.05.1883)
- Орден Святого Андрея Первозванного (16.03.1888)
- Знак отличия беспорочной службы за XV лет (22.08.1854)
- Знак отличия беспорочной службы за XL лет (22.08.1881)

Иностранные:
- Прусский орден Красного Орла 1-й степени (1869)
- Румынский орден Звезды Румынии 1-й степени (1879)
- Австрийский орден Леопольда, большой крест (1884)

## В искусстве
Песня о Дрентельн-генерале. Поет Владимир Высоцкий.